# Кашары (Липецкая область)
Каша́ры — село Задонского района Липецкой области. Центр Кашарского сельсовета.
Село стоит на левом берегу реки Дон. Вдоль западной границы протекает речка Черниговка; на её противоположном, правом, берегу — деревня Нечаевка. Кашары расположены на шоссе Задонск — Донское.
В XIX веке Кашары были имением отставного полковника Ивана Артамоновича Кожина (1781—1833). В 1823 году здесь была построена церковь святого Автонома Италийского. Это здание круглое в плане, представляет собой ротонду с колоннами. Рядом возвели колокольню с приделом святого Митрофана Воронежского. Архитектор неизвестен.
История храма берёт своё начало 3 сентября 1817 года прошением полковника И. А. Кожина о дозволении построить каменный храм в с. Тресвятском (ныне Кашары), на что был подписан указ Его Императорского Величества из Святейшего Правительствующего Синода от 11 мая под № 1970 с приложением дела о дозволении помещику Кожину в сельце его Тресвятском построить вновь каменную церковь. И уже в 1823 г. в имении отставного полковника строится летний храм в честь священномученика Автонома.
Иван Артамонович Кожин(1781—1833 гг.) — полковник в отставке и кавалер ордена св. Анны ll степени, 24 июня 1824 года с женою и детьми был внесен в шестую часть родословной дворянства Воронежской губернии.
В архивных документах сохранилось завещание И. А. Кожина, в котором он просит своих детей построить рядом с храмом колокольню, и жертвует на это 10000 рублей. По благословению Преосвященнейшего Антония в 1833 году было начато строительство колокольни в честь святителя Митрофана Воронежского.
К концу XIX века храм ветшает. В 1900—1901 годах его отремонтировали, а живописец Шаламов расписал своды. В советское время кашарская церковь не использовалась, а живопись была испорчена. Сегодня это .
Автономовская церковь сейчас восстанавливается. Однако в ночь с 22 на 23 апреля 2008 года храм ограбили, похитив строительные материалы. Из-за этого реставрация была сорвана.

## Население
| 1859 | 2010  |
| ---- | ----- |
| 432  | ↗1118 |